# My Plague
My Plague (с англ. — «Моя чума») — это песня американской ню-метал группы Slipknot, спродюсированная Россом Робинсоном. Трек был включен во второй студийный альбом группы Iowa и выпущен в качестве второго сингла с альбома 8 июля 2002 года. Сингл-версия представляет собой ремикс Терри Дейта, известный как «New Abuse mix», который был спродюсирован для саундтрека к фильму «Обитель зла», а позднее - «Обитель зла 2: Апокалипсис». Песня заняла 43-е место в чарте синглов Великобритании и была номинирована на премию Грэмми, за лучшее металлическое исполнение в 2003 году.

## Композиция и слова песни
«Сид [Уилсон] придумал этот отличный бит, поэтому мы попытались придумать риффы вокруг него. Последнее, что мы добавили, был этот припев… Мы получили номинации на Грэмми за „My Plague“ и „Left Behind“, что было довольно странно. Люди говорили мне, что это очень важно. Я такой: „Неужели?“ Если бы люди, выдвинувшие нас, когда-нибудь увидели нас, они бы обходили нас за милю». — Кори Тейлор
«My Plague» — одна из самых мелодичных песен в Iowa, в то же время в ней много более тяжелых элементов. Эрик Айсек в рецензии для Billboard описал песню как «достаточно запоминающуюся, чтобы пару раз быть прокрученной на рок-радио», отметив, что в ней есть как «устрашающий», так и «мелодичный» вокал. Британский музыкальный журнал Kerrang! выделил «My Plague» как «чрезвычайно тяжелый трек, но … с невероятно запоминающимся и мелодичным припевом на фоне отвратительных риффов и громовой перкуссии». Рецензент Metal Hammer Люк Мортон заявил, что трек является «одной из наиболее доступных песен Iowa благодаря чистому вокалу», добавив: «он по-прежнему несет в себе ту же угрожающую остроту, что и остальная часть пластинки». Виктория Сигал из NME назвала песню «грязным шумом», в то время как обзор E! Online описывает её как «удивительно мелодичную». Rolling Stone рассматривали «My Plague» как пример «противостояния эмоциональному негативу» и «извращенно тяжелому написанию песен» на альбоме.

## Список композиций

### Single
1. My Plague (New Abuse Mix)
2. The Heretic Anthem (live)
3. (sic) (live)

+ My Plague (video)
Promo
1. My Plague (New Abuse Mix)

## Видеоклип
В клипе к песне использованы видеофрагменты из фильма «Обитель зла», а также показано выступление группы на концерте в Лондоне (Англия), заснятое на DVD Disasterpieces.
Видео к My Plague также присутствует в качестве скрытого материала на английском издании фильма «Обитель зла», там его можно открыть, введя специальный код.
В видеоклипе можно заметить исполнение Сидом Уилсоном опасного трюка: без всякой страховки, музыкант прыгает в толпу фанатов с высоты в несколько метров. Данный трюк считается одним из самых опасных перформансов, разыгранных на сцене участниками коллектива.
Версия песни My Plague, показанная в видеоклипе, называется New Abuse Mix, потому что из неё вырезали некоторые фрагменты, в дальнейшем композиция без редактуры играла и во второй части франшизы Пола У. С. Андерсона.